# Tusun Pasza
Tusun Pasza (ur. 1794, zm. 1816) – jeden z synów Muhammada Alego Paszy. W 1811 roku odniósł zwycięstwo na czele egipskiej armii w kampanii przeciw wahhabickim wojskom na Półwyspie Arabskim.
Historyczne źródła wskazują, że Tusun miał odziedziczyć władzę po ojcu Muhammadzie Alim, do czego jednak nie doszło z powodu jego śmierci w 1816 roku. Wiele lat później paszą był jednak przez sześć lat (1848–1854) syn Tusuna Abbas I.